# Ehm-Welk-Straße 37 (Lübbenau)
Das Wohnhaus Ehm-Welk-Straße 37 ist ein Baudenkmal in der Stadt Lübbenau/Spreewald im Landkreis Oberspreewald-Lausitz im Süden des Landes Brandenburg. Es gilt als das älteste erhaltene Gebäude der Stadt.

## Architektur und Geschichte
Das Gebäude befindet sich auf dem Lübbenauer Altmarkt in unmittelbarer Nähe zu St. Nikolai. Es wurde gegen Ende des 17. oder Anfang des 18. Jahrhunderts errichtet und ist Teil einer Häuserzeile. Das Haus ist mit einem Satteldach überzogen. Der kreuzgratgewölbte Keller des Hauses wird sogar auf die Zeit zwischen 1620 und 1650 datiert, was auf einen Vorgängerbau an dieser Stelle schließen lässt. Der Fachwerkbau ist an seinem Giebel mit der Inschrift „Anno 1713“ datiert, somit handelt es sich um das älteste erhaltene Gebäude der Stadt Lübbenau.
Ursprünglich wurde das Gebäude als Zollhaus genutzt. Während des 19. Jahrhunderts wurde das Gebäude umgebaut und ab 1911 als Ladenlokal benutzt. Darauf deutet die Inschrift „Der Durchgang ist nur meinen Kunden gestattet“ am Dach hin. Es beherbergte unter anderem ein Kolonialwarenladen sowie ein Schuhgeschäft. 2011 erfolgte eine grundlegende Sanierung des Gebäudes, in dem seitdem das Café „Zeitlos“ untergebracht ist.